# Hidetaka Nišijama
Hidetaka Nišijama, japonsko-ameriški mojster borilnih veščin, * 10. oktober 1928, Tokio, † 7. november 2008.
Nišijamo poleg njegovega učitelja Gichina Funakoshija,  ustanovitelja borilne veščine Shōtōkan-ryū, prištevamo med največje mojstre te veščine v svetovnem merilu.

## Izobrazba in začetek treniranja borilnih veščin
Rojen v Tokiu na Japonskem, je začel trenirati kendo leta 1933, temu pa je sledilo treniranje juda leta 1938. Leta 1943 je začel trenirati Shotokan karate v telovadnici Hombu Dojo, katero je vodil njegov ustanovitelj Funakoshi Gichin. Do leta 1946 je imel črn pas v karateju in do leta 1948 je opravil izpit za drugi dan.
Dve leti kasneje, v času študija na Takushoku University, je postal član univerzitetne karate ekipe in leta 1949 mu je bil dodeljen kapetanski znak. Bil je soustanovitelj Vse-japonske univerzialne karate zveze v kateri je bil kot prvi izvoljen za predsednika.
Nišijama je opravil magisterij umetnosti v ekonomiji na Takushoku University leta 1951. Istega leta je postal soustanovitelj Japonske Karate Zveze (JKA) in bil izvoljen v njeno skupščino nadzornikov.

## Treniranje v Ameriki
Leta 1952 je začel ameriške vojake v Strateškem zračnem poveljstvu (Strategic Air Command – SAC) trenirati Shotkan karate. Leto za tem ga je Curtis Lemay povabil na turnejo po ameriških zračnih bazah na ameriški celini. Med ostalimi karate inštruktorji v tem programu sta bila tudi Masatoshi Nakayama in Isao Obata.
Leta 1960 je izdal svojo prvo knjigo: Karate: Umetnost borbe prazne pesti, katero je napisal skupaj z Richardom C. Brownom. Še danes to knjigo označujemo kot popolni priročnik. Po 70ih ponatisih (2000 kopij na ponatis) je knjiga obravnavana kot najbolje prodajan karate priročnik v zgodovini.

## Življenje v Ameriki
Julija 1961 so SAC učenci in JKA člani stanujoči v Združenih državah povabili Nišijamo, da se preseli v Ameriko. Kasneje istega leta je organiziral Vse-ameriško Karate Zvezo (All American Karate Federation – AAKF Arhivirano 2009-07-08 na Wayback Machine.), osnovano kot narodno-amatersko karate organizacijo. Novembra istega leta je Nišijama organiziral prvo državno prvenstvo v karateju pod okriljem AAKF v Los Angelesu v Kaliforniji, kjer je bil ustanovljen tudi njegov dojo (prostor za treniranje karateja). Od takrat naprej je bil Nišijama glavna sila v oglaševanju Shotokan stila karateja v ZDA in v tujini.
Leta 1965 je Nišijama, v sodelovanju z večjimi japonskimi stili, organiziral odbor, kateri je vodil do prvega ZDA proti Japonski karte turnirja Dobre volje. Zaradi sodelovanja vse-japonske univerzialne karate ekipe, je bilo to prvo pravo mednarodno tekmovanje.

## Vloga v mednarodnem karateju
Leta 1968 je Nišijama organiziral prvi svetovni karate turnir, ki se je odvijal v Los Angelski areni – Sports Arena, skupaj z olimpijskim Priložnostnim turnirjem, katerega je organizirala Karate federacija Mehike v Ciudad de Méxicu. Konferenca, ki se je odvijala med turnirjem, je svoj višek dosegla z dogovorom, da se bo ustanovila mednarodna karate zveza in da bo pod njenim okriljem organizirano prvo svetovno prvenstvo v Tokiu. Leta 1970, med reorganizacijo AAKF kot tradicionalnega uradnega telesa, se je JKA karate skupina odcepila in postala JKA-US, del AAKF.
Nišijama je nadaljeval svoje poslanstvo kot predsednik JKA-US in tudi kot predsednik AAKF. Aprila istega leta je AAKF postala članica Olimpijskega komiteja ZDA.
Leta 1973 je Nišijama so-ustanovil Pan Ameriško Karate Unijo (PAKU) in bil izvoljen za njenega prvega vrhovnega direktorja. Prvo PAKU prvenstvo se je odvijalo v Braziliji v Rio de Janairu.
Kot osnovano na mehiški konferenci leta 1968, sta se turnirja odvijala v Tokiu (1970) in Parizu (1973). Ta dva svetovna prvenstva sta povzročila več nesoglasji med karateisti zaradi odsotnosti uradne mednarodne organizacije. Sledil je mednarodni sestanek v New Yorku, na katerem so ustanovili Mednarodno amatersko karate federacijo (IAKF), Nišijama pa je bil izvoljen za glavnega direktorja.
Prvo svetovno prvenstvo IAKFa se je odvijalo v Los Angelesu leta 1975. Nadziral je nastajanje odbora za Mediteransko karate prvenstvo in ustanovitev Bolivijske karate federacije leta 1976. V imenu IAKF je istega leta tudi poslal prošnjo Mednarodnemu olimpijskemu komiteju, naj prepoznajo karate kot olimpijski šport.
Leta 1977 je Nišijama podprl ustanovitev Srednje-ameriške/Karibske karate konfederacije in Azija/Oceanija amaterska karate federacija. V skladu z javnim zakonom ZDA, ki je urejal vodilna telesa nacionalnih amaterskih športov je leta 1979 Vse-ameriško karate federacijo nasledila Ameriška amaterska karate federacija, javno koristna, ne-profitna korporacija. Nišijama je bil izvoljen za njenega prvega predsednika.
Leta 1981 je prispeval svojo pomoč pri ustanavljanju Južno Ameriške karate konfederacije in Severno Ameriške karate konfederacije. Leta 1985 je IAKF spremenila svoje ime v Mednarodna federacija tradicionalnega karateja (International Traditional Karate Federation – ITKF) zato, ker je beseda »karate« postala preveč splošni izraz za opisovanje mnogih borilnih športov. ITKF pod vodstvom Nišijame je želela jasno poudariti, da je vodilno telo tradicionalnega karateja. Leta 1987 je mednarodni olimpijski komite uradno potrdil ITKF kot vodilno telo tradicionalnega karateja.

## Ugled in mednarodna prepoznavnost
Nišijamin sloves je tako zrasel predvsem zaradi njegove superiornih tehničnih sposobnosti in njegovih discipliniranih seminarjev. Med mojstri borilnih veščin je bil poznan po svojem zanimanju za podobnosti med zelo različnima stiloma Tai Chi in Shotokan karate.
Med njegovimi bivšimi študenti sta tudi Vse-japonska karate prvaka Hiroshi Shirai in Takeshi Oishi. Poleg tega je treniral mednarodne in državne inštruktorje, državne prvake in slavne osebnosti.
Pred smrtjo leta 2008 je Nišijama učil v Central Dojo v Los Angelesu. Pogosto je vodil seminarje in tečaje po celotnih ZDA in drugje po svetu. Izdal je tudi ogromno novih tekstov in priročnikov, ter izobraževalnih posnetkov v zvezi s tradicionalnim karatejom.
V čast njegovega 71. rojstnega dne, je bila Nišijami podeljena ameriška zastava, katera je 10. oktobra 1999 plapolala na Kapitolu v Washingtonu, D.C. Posebna zastava mu je bila podarjena v znak hvaležnosti za desetletja truda in prizadevanja za razvoj tradicionalnega karateja. Ta zastava naj bi potrdila njegovo prispevanje k psihičnemu in fizičnemu zdravju Američanov, ki se učijo borilnih veščin.
Maja 2000 je bil Nišijama počaščen, ko so v Moskvi priredili turnir za Nišijamov pokal, ki je bil prvi uradni karate dogodek izveden v Rusiji od konca Sovjetske Zveze.
Prvega novembra 2003 mu je bil dodeljen Judan (10.dan) oz. deseta stopnja črnega pasu, kar je največ kar se v Shotokan karateju da doseči.
Sensei Nišijama je umrl 7.novembra 2008 v Los Angelesu.

## Časti
Tretjega novembra 2000 mu je japonski cesar podelil Red svetega zaklada, Zlate žarke s pentljo, v prireditvi na tleh Imperialne Palače v Tokiu.
Na čast prvega Svetovnega prvenstva v tradicionalnem karateju leta 2001 je Republika Poljska počastila Nišijamo z oficirskim križem reda za zasluge Republike Poljske, katerega mu je predal poljski predsednik Aleksander Kwaśniewski.
1. ↑  https://web.archive.org/web/20090104041816/http://www.shotokanway.net:80/pages/nishiyama.htm